# Agoraea klagesi
Agoraea klagesi är en fjärilsart som beskrevs av Rothschild 1909. Agoraea klagesi ingår i släktet Agoraea och familjen björnspinnare. Inga underarter finns listade i Catalogue of Life.